# Romeo und Jutta
Romeo und Jutta ist ein deutscher Fernsehfilm des Regisseurs Jörg Grünler aus dem Jahr 2009 mit Wolfgang Stumph und Katja Riemann in den Titelrollen.  Die Erstausstrahlung erfolgte am 2. September 2009 auf Das Erste.

## Handlung
Im Mittelpunkt steht Jürgen Stoll, ein Klavierstimmer und Lebenskünstler aus der DDR, der 1983 als Heiratsschwindler entlarvt wird. Vor Gericht erhält er die Wahl zwischen einer Gefängnisstrafe in der DDR und einer Tätigkeit als „Romeo-Agent“ für die Stasi in der Bundesrepublik Deutschland. Stoll entscheidet sich für den Westen, in der Hoffnung, der Kontrolle der Stasi zu entkommen. Seine erste Zielperson ist die engagierte Bonner Ministeriumssekretärin Jutta Seelandt. Bei einer inszenierten Begegnung verlieben sich die beiden ineinander. Jutta glaubt, dass Jürgen für den Frieden kämpfe, und gibt ihm aus Überzeugung geheime Informationen weiter. Als die Stasi die Mission abbrechen will, versuchen Jürgen und Jutta gemeinsam zu fliehen, werden jedoch an der Grenze gefasst, da der Bundesnachrichtendienst (BND) bereits informiert ist. Beide landen im Gefängnis und werden erst nach der Wiedervereinigung freigelassen. In Berlin treffen sie sich wieder und planen gemeinsam Rache an den ehemaligen Stasi-Mitarbeitern, die ihnen die besten Jahre ihres Lebens genommen haben. Jürgen muss dafür erneut in eine Rolle schlüpfen und riskiert beinahe, Jutta erneut zu verlieren. Am Ende finden die beiden jedoch zueinander und es gibt ein Happy End.

## Hintergrund
Romeo und Jutta wurde vom 6. März 2009 bis zum 4. April 2009 gedreht. Produziert wurde der Film von der Polyphon Film- und Fernsehgesellschaft im Auftrag für den Mitteldeutschen Rundfunk.

## Kritik
Die Kritiker der Fernsehzeitschrift TV Spielfilm gaben Romeo und Jutta zwei von drei möglichen Punkten für den „Humor“ und je einen Punkt in den Kategorien „Spannung“ und „Erotik“. Sie merkten an: „Was wie ein altbackener Sexklamauk beginnt, entwickelt sich relativ rasch zur bissigen Schelmenkomödie. In Nebenrollen glänzen André Hennicke als Ost-Agent Peukert und Maria Simon als Yuppie-Bürokratin Dr. Meerkatz.“ und konstatierten: „Fängt doof an, dann wird’s clever“. Der Film erhielt insgesamt die bestmögliche Wertung, Daumen nach oben.
Der Filmdienst meinte, Romeo und Jutta sei eine „Deutsch-deutsche (Fernseh-)Liebekomödie um einen schlitzohrigen Lebenskünstler, ganz zugeschnitten auf den stets präsenten Hauptdarsteller.“.